# Montclar de Carcin
Montclar de Carcin (en francès Monclar-de-Quercy) és un municipi francès situat al departament de Tarn i Garona i a la regió d'Occitània.

## Demografia
| 1962                                       | 1968  | 1975 | 1982 | 1990  | 1999  | 2007  |
| ------------------------------------------ | ----- | ---- | ---- | ----- | ----- | ----- |
| 1.107                                      | 1.153 | 949  | 980  | 1.086 | 1.265 | 1.522 |
| Des de 1962: població sense dobles comptes |       |      |      |       |       |       |

## Administració
| Període | Identitat        | Partit |
| ------- | ---------------- | ------ |
| 2001-   | Jean-Paul Albert | UMP    |